# Палотабожок
Палотабожок (мађ. Palotabozsok) је село у Мађарској, у јужном делу државе. Срби су место звали Божук. Село управо припада Мохачком срезу Барањске жупаније, са седиштем у Печују.

## Природне одлике
Насеље Палотабожок налази у јужном делу Мађарске. Најближи већи град је Мохач.
Историјски гледано, село припада мађарском делу Барање. Подручје око насеља је бреговито, приближне надморске висине око 140 m. Оно северозападно прелази у планину Мечек, док се југоисточно спушта до Дунава.

## Становништво
Према подацима из 2013. године Палотабожок је имао 925 становника. Последњих година број становника опада.
Претежно становништво у насељу чине Мађари римокатоличке вероисповести, а мањина су Немци (око 35%).

### Попис1910.
| Божук | Божук |
| --- | --- |
| Језик | Вера |
| <div style="border:solid transparent;position:absolute;width:100px;line-height:0;<div style="border:solid transparent;position:absolute;width:100px;line-height:0; укупно: 1.863 Немачки 1.709 (91,73%) Мађарски 144 (7,72%) Српски 10 (0,53%) - (-%) | укупно: 1.863 Римокатол. 1.835 (98,49%) Јевреји 12 (0,64%) Православци 10 (0,53%) Калвинисти 3 (0,16%) Лутерани 3 (0,16%) |

## Историја Срба у Божуку
Срба је одувек било мало, а крајем 19. века су нестали у попису.
Православни Срби у Божуку, њих 93 су се исповедили 1735. године током Ускршњег поста. Било је ту 34 домаћина, 26 домаћица и снаја, 15 браће, 17 „чада” (деце) и један слуга. Наведена су у „Протоколу исповедајушћих” те године следећа презимена домаћина: Бошњак, Цвејић, Варадац, Велић, Гудун, Бешлија, Маричић, Цвет., Драблен, Марић, Станков, Ћурћев, Вученов, Тадијин, Груичин, Плавшин. Јавља се и особа „Биров Бугарин”.
По податку из 1731. године било их је у само шест домова. Када је реч о броју становника 1796. године пописано их је 38, затим 1828. године има их 46. Број од тада опада, тако да их 1851. године има 17, а по последњем попису 1890. године - није их више ни било.
Село Божук је 1846.-1905. године као парохијска филијала потпадало под српску православни парохију Вемен.